# 아글라에아

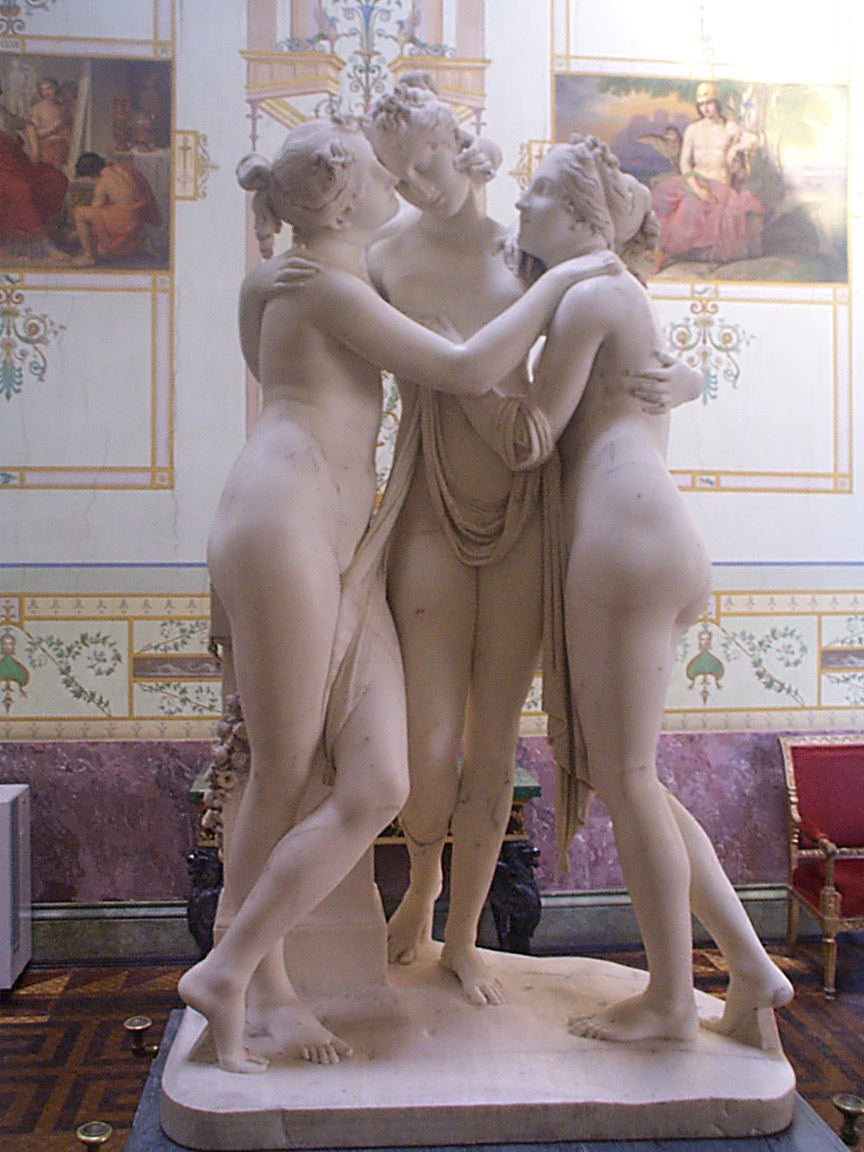
아글라에아, 카리테스의 일주

아글라에아(Ἀγλαΐα, Aglaea)는 그리스 신화에 등장하는 여신이다. 아프로디테의 시녀인 삼미신 카리테스의 하나이자 가장 나이가 많으며 우아함을 맡는다. 장모음을 생략해 아그라에아라고도 표기된다.
고대 그리스어의 「빛」을 상징하는 여신의 의미이다.
제우스와 에우리노메의 3명의 딸의 하나로, 에우프로시네, 탈리아와 자매. 대장장이신 헤파이스토스의 아내로 여겨지기도 한다.

## 같이 보기
- 아글라에아 (소행성)

## 참고 문헌
- 아포로드로스 「그리스 신화」고우즈 하루시게 역, 이와나미 문고 (1953년)
- 헤시오도스 「신통기」히로카와 요이치 역, 이와나미 문고(1984년)
- 고우즈 하루시게 「그리스・로마 신화 사전」, 이와나미 서점 (1960년)